# „Мария“, Мария...
„Мария“, Мария... (на руски: „Мария“, Мария...) е историческо-приключенска повест от руския писател Борис Акунин, написана през 2010 г. Това е първата част от четвъртата книга за приключенията на руския и немски шпиони по време на Първата световна война. Историята описва опасните приключения на Йозеф фон Теофелс в Севастопол през есента на 1916 г. 

## Сюжет
Внимание:  Текстът по-долу разкрива сюжета на произведението (или части от него)!
... Септември 1916 г. В Черно море Русия се готви за решителна повратна точка във войната. Преди две години, през 1914 г., в Истанбул пристигат два германски военни кораби – линейният кораб „Гьобен“ и лекият крайцер „Бреслау“. Под дулата на германските оръдия неутрална Турция е въвлечена в Първата световна война на страната на Германия. На юг от Русия, нейните основни свободни пристанища са откъснати от съюзниците, и руската армия е вече в състояние да получава оръжия и боеприпаси от Антантата само през Северно море, по много дълъг и опасен морски път. Решена да се прекъсне „германо-турската блокада“ на Черно море, Русия започва с безпрецедентни темпове, да изгражда корабостроителница в Николаев за най-новите бойни кораби, които да унищожат „Гебен“. На вода е спуснат линейният кораб „Императрица Мария“, а в края на 1916 г. към флагмана се присъединят още два сходни бойни кораба „Император Александър III“ и „Императрица Екатерина Велика“.
Ако и трите руски бойни кораба започнат борба на морето, „Гебен“ и другите кораби ще бъдат унищожени, а след това Турция ще поиска мир. Петролните доставки за Германия през Турция ще престанат, и германската армия ще бъде обречена, защото да се воюва без гориво през ХХ век е невъзможно. Осъзнавайки това, немското командване нарежда неговото разузнаване да хвърли всички сили, за да унищожи линейния кораб „Императрица Мария“. Отново основният инструмент на немската разузнавателната служба става супершпионина Йозеф фон Tеофелс.
Страхувайки се от саботаж, командването на Черноморски флот взема извънредни мерки за сигурност. Изглежда невъзможно да се пробие защитата от стомана. Но Зеп идва с изискан план за измама, който има два коза асо – огромен родилен белег на бузата на дъщерята на командира на линейния кораб и малкия ръст на китайски акробат-наркоман ...

## Исторически препратки
- „Императрица Мария“ е реален линеен кораб на Руския флот, който е пуснат на вода през 1913 г. и е в експлоатация до 1916 г. В действителност, комисията, която разследва експлозията на линейния кораб, не успява да установи причините за бедствието. От 1220 членове на екипажа са убили 225 моряци и офицери, а други 85 са сериозно ранени.
- По едно странно и съдбовно съвпадение, точно 39 години по-късно, също през октомври, в същия залив, по неясни причини отново потъва флагмана на Черноморския флот – линейният кораб „Новоросийск“, в който загиват 614 моряци. [2]